# St. Andreas (Hildesheim)

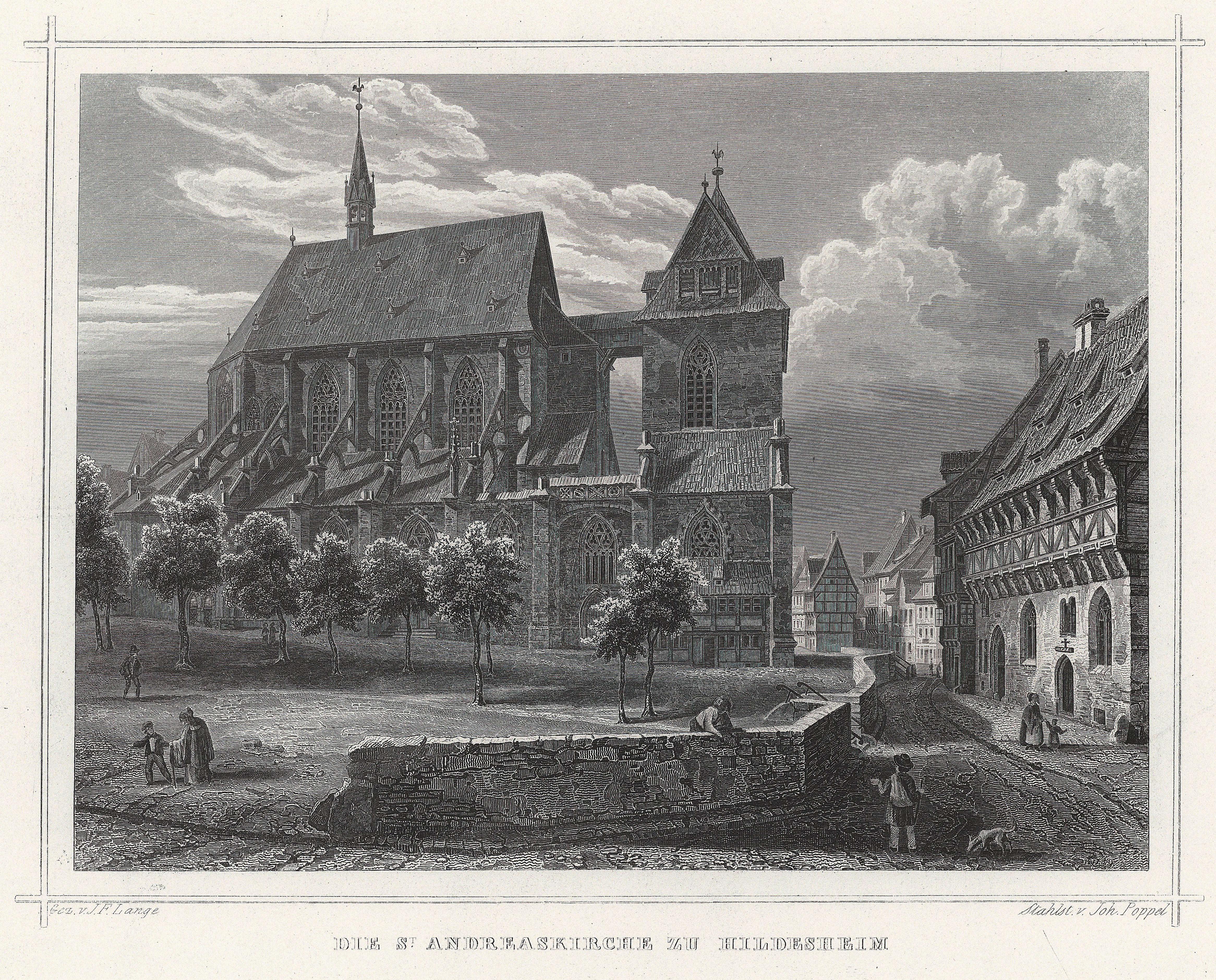
Stahlstich von Johann Poppel: St. Andreas, 1850

Die evangelisch-lutherische Bürgerkirche St. Andreas ist eine der großen Hauptkirchen von Hildesheim. Mit 114,5 Metern Höhe ist der Turm der Kirche der höchste Kirchturm Niedersachsens. Er ist über 364 Stufen zugänglich und bietet einen weiten Rundblick über die Stadt und das Umland.
Die Kirche ist am Andreasplatz gelegen.

## Baugeschichte

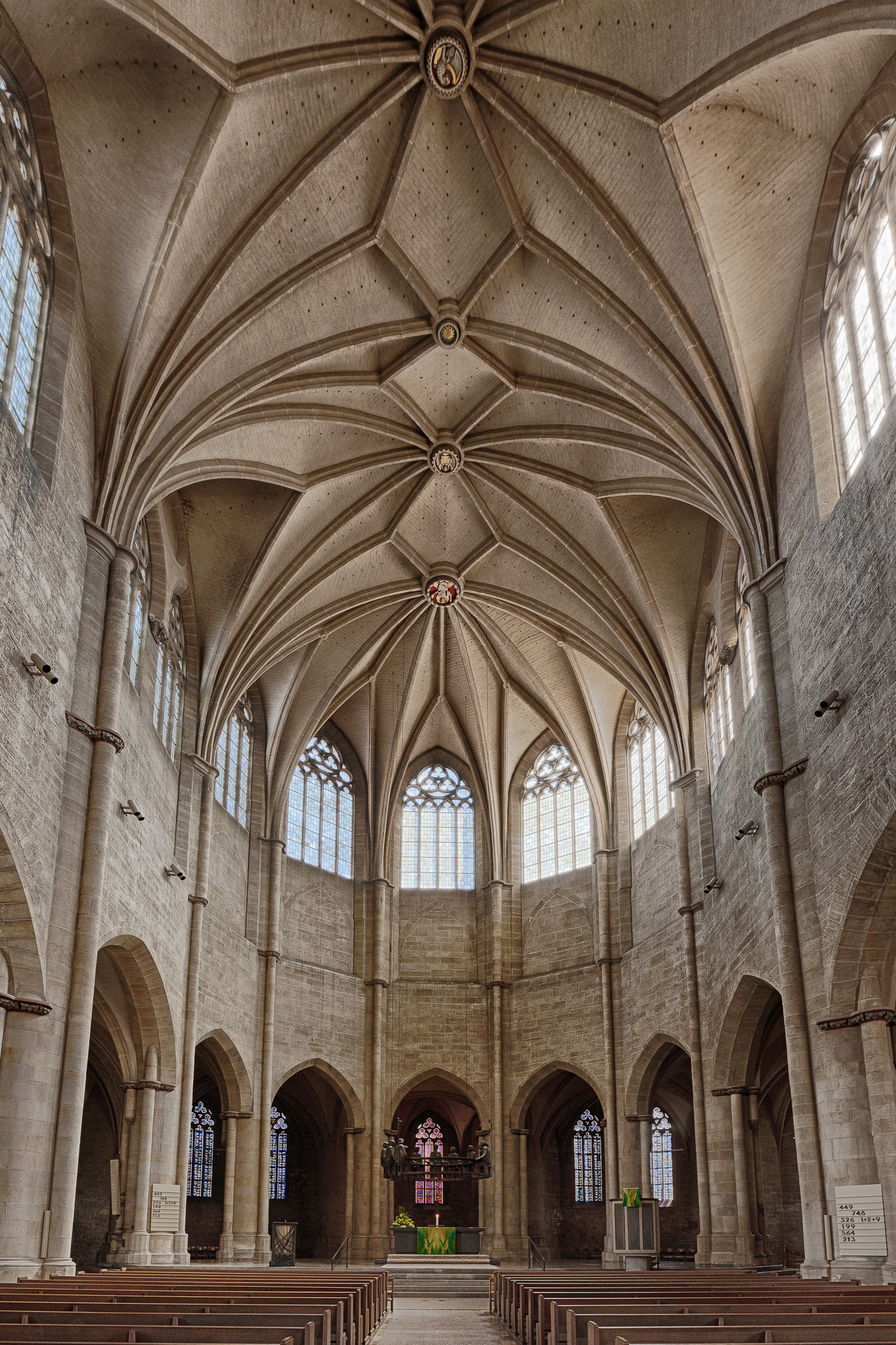
Andreaskirche Hildesheim, Mittelschiff mit Blick zum Chor.

St. Andreas vor 1945

Der früheste Kirchbau mit dem Patrozinium des Apostels Andreas war eine schlichte vorromanische Kapelle, deren Existenz schon für das Todesjahr Bischof Bernwards 1022 angenommen wird. Bischof Godehard wurde hier nach seinem Tod 1038 für die Trauerbekundung des Volkes aufgebahrt.
In romanischer Zeit verlagerte sich das Zentrum der Markt- und Handwerkersiedlung aus der feuchten Niederung zwischen Domburg und Michaeliskirche (Alter Markt) hierher, und die Kapelle wurde durch eine romanische Kirche mit mächtigem Westwerk ersetzt.
Der Bau der gotischen Kirche wurde, unter Einbeziehung des romanischen Westwerks und Beibehaltung des basilikalen Querschnitts, Ende des 14. Jahrhunderts begonnen, der Chor 1389, das nördliche Seitenschiff 1404, der Turm 1503. 1504 wurde das Langhaus mit den Seitenschiffen bis an den Turm herangeführt. Der Turm erreichte jedoch erst 1883 seine endgültige Höhe, vorher ragte er kaum über den Rest des Gebäudes hinaus. Der Innenraum erinnert mit Chorumgang und Kapellenkranz im Osten an französische Kathedralen.
Wie die Marktkirchen in vielen anderen deutschen Bischofsstädten repräsentierte St. Andreas im Hochmittelalter das bürgerliche Selbstbewusstsein gegenüber der landesherrlichen Gewalt des Bischofs (Hochstift), die sich im Dom darstellte. In der Reformationszeit verband sich dieser alte Machtgegensatz mit der religiösen Frage. Folgerichtig war St. Andreas 1542 die erste Kirche Hildesheims, in der lutherisch gepredigt wurde und von wo aus Johannes Bugenhagen die neue evangelische Kirchenordnung einführte. Daran erinnert seit 1995 ein Brunnen-Denkmal von Ulrich Henn auf dem südlichen Vorplatz der Kirche.
Im Zweiten Weltkrieg wurde die Andreaskirche am 22. Februar 1945 bei einem Luftangriff im Rahmen der Operation Clarion an mehreren Fenstern beschädigt. Beim schwersten Luftangriff auf Hildesheim vom 22. März 1945 brannte sie völlig aus, nur die schwer angeschlagenen Umfassungsmauern und der Turm blieben stehen. Abgesehen vom Dom wurde keine andere Kirche in Hildesheim so stark beschädigt wie St. Andreas. In den 1950er-Jahren wurde sie annähernd originalgetreu rekonstruiert. Die Fialen auf dem steinernen Turmschaft entfielen jedoch, die Laterne wurde in geänderter Form wieder aufgebaut.

## Orgel

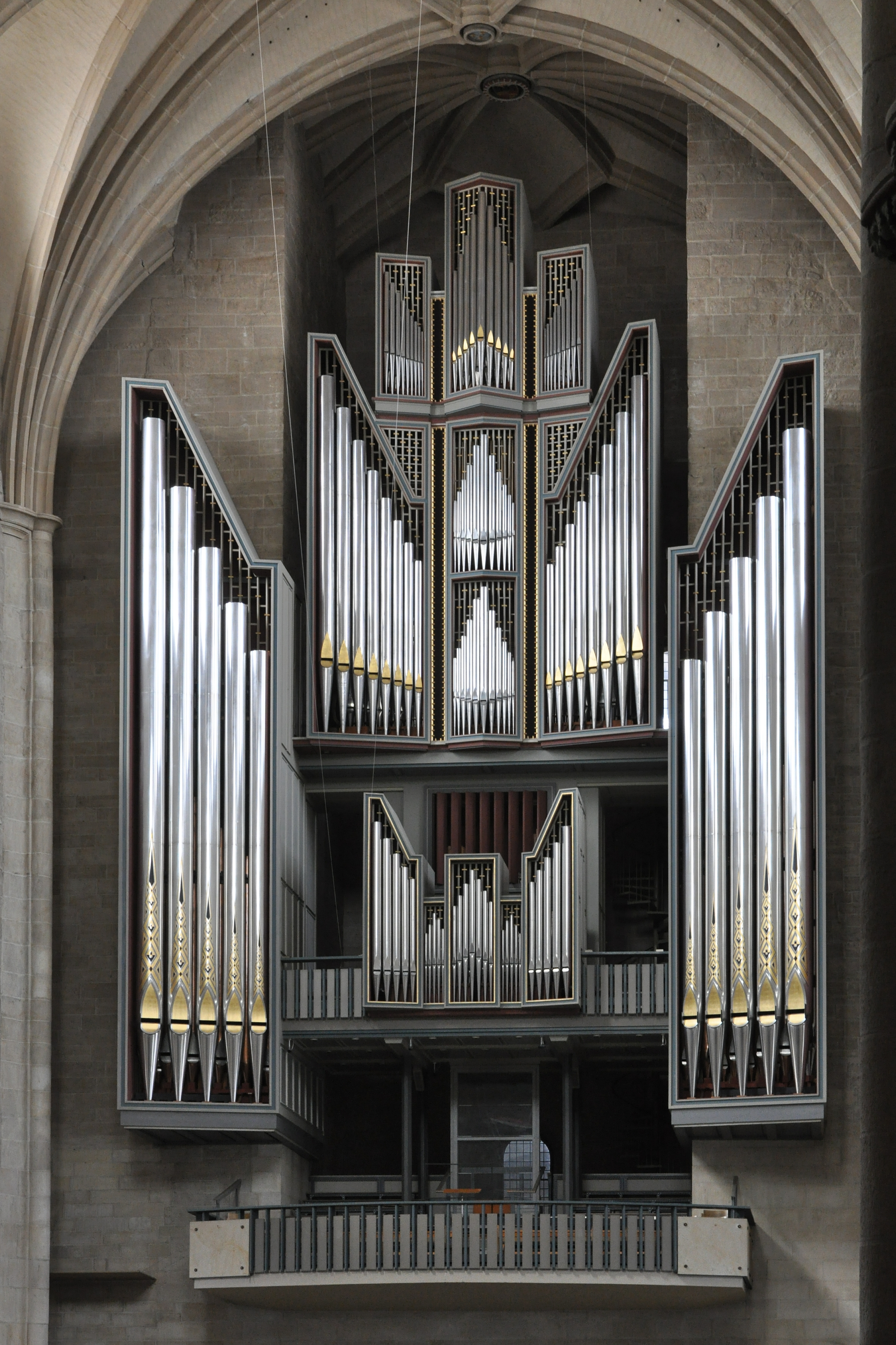
Orgel von Beckerath (Hamburg) 1965–1966

Ab 1656 baute Hans Henrich Bader eine große Orgel, die von Heinrich Herbst dem Älteren 1668 vollendet wurde. Diese besaß 42 Register auf drei Manualen und Pedal. Nach Umbauten durch Johann Georg Müller 1742, Conrad Euler 1842 und Heinrich Schaper 1874–75 besaß sie 48 Register. Nach einem erneuten Umbau 1940 durch E. Palandt & Sohnle wurde die Orgel 1945 zerstört.
Heute befindet sich in der Basilika eine der größten Orgeln Norddeutschlands. Sie wurde 1965/66 von der Hamburger Orgelbaufirma Rudolf von Beckerath Orgelbau für 280 000 DM erbaut und hat 63 Register auf vier Manualen und Pedal, zuzüglich einem Glockenspiel. Die 4734 Pfeifen stehen auf Schleifladen. Die Spieltrakturen sind mechanisch, die Registertrakturen elektrisch. Die Anordnung der fünf Teilwerke folgt der norddeutschen Orgelbautradition („Hamburger Prospekt“). Das Klangbild ist von der Orgelbewegung beeinflusst, die Auslegung der Orgel entspricht dem „neutral-objektiven Werkprinzip“. Die zehn größten Pfeifen des bis zum Subkontra C ausgebauten Prinzipal 32' stehen im Prospekt, die C-Pfeife ist etwa 11 m hoch. Sie waren ursprünglich aus Zink. 1995 ersetzte man sie durch Zinnpfeifen. Auf der unteren Empore, die Platz für Vokal- und Instrumentalensembles bietet, befindet sich deshalb ein separater, einmanualiger Spieltisch allein für das Rückpositiv.
Der mächtige Kirchenraum verleiht dem von der Konzeption und von der handwerklichen Qualität her als gelungen geltendem Instrument, das 50 Jahre lang weder in größerem Umfang repariert noch nachintoniert werden musste,  ein ungewöhnliches Klangvolumen. Regelmäßig finden Orgel- und Chorkonzerte statt.
Andreaskantor ist seit 1989 Bernd Römer, zweite Kirchenmusikerin ist Katariina Lukaczewski.
| I Rückpositiv C–g3 |       |
| Prinzipal          | 8′    |
| Rohrflöte          | 8′    |
| Quintadena         | 8′    |
| Oktave             | 4′    |
| Blockflöte         | 4′    |
| Quintflöte         | 2 ⁄3′ |
| Oktave             | 2′    |
| Gemshorn           | 2′    |
| Quinte             | 1 ⁄3′ |
| Sesquialtera II    | 2 ⁄3′ |
| Scharfmixtur V     | 1 ⁄3′ |
| Dulzian            | 16′   |
| Bärpfeife          | 8′    |
| Tremulant          |       |

| II Hauptwerk C–g3 |       |
| Prinzipal         | 16′   |
| Oktave            | 8′    |
| Koppelgedackt     | 8′    |
| Oktave            | 4′    |
| Quinte            | 2 ⁄3′ |
| Oktave            | 2′    |
| Mixtur VI         | 2′    |
| Scharf IV         | 2⁄3′  |
| Trompete          | 16′   |
| Trompete          | 8′    |
| Trompete          | 4′    |

| III Oberwerk C–g3   |        |
| Quintadena          | 16′    |
| Violprinzipal       | 8′     |
| Holzflöte           | 8′     |
| Oktave              | 4′     |
| Rohrflöte           | 4′     |
| Nasat               | 2 ⁄3′  |
| Hohlflöte           | 2′     |
| Terz                | 1 3⁄5′ |
| Septime             | 1 ⁄7′  |
| Sifflöte            | 1′     |
| None                | 8⁄9′   |
| Scharf IV-VI        | 1′     |
| Klingend Zimbel III | 1⁄6′   |
| Englisch Horn       | 16′    |
| Oboe                | 8′     |
| Tremulant           |        |

| IV Brustwerk (schwellbar) C–g3 |       |
| Holzgedackt                    | 8′    |
| Holzprinzipal                  | 4′    |
| Waldflöte                      | 2′    |
| Gemsquinte                     | 1 ⁄3′ |
| Schwiegel                      | 1′    |
| Schlagtöne III                 | 2⁄5′  |
| Scharfzimbel IV                | 1⁄2′  |
| Regal                          | 8′    |
| Schalmei                       | 4′    |
| Tremulant                      |       |

| Pedal C–f1       |       |
| Prinzipal        | 32′   |
| Oktave           | 16′   |
| Subbass          | 16′   |
| Oktave           | 8′    |
| Holzflöte        | 8′    |
| Hornaliquot II   |       |
| Oktave           | 4′    |
| Nachthorn        | 2′    |
| Rauschpfeife III | 4′    |
| Mixtur VI        | 2 ⁄3′ |
| Posaune          | 32′   |
| Posaune          | 16′   |
| Trompete         | 8′    |
| Trompete         | 4′    |
| Zink             | 2′    |

- Koppeln: I/II, III/II, IV/II, I/P, III/P, Glocken/P
- Nebenregister: Glockenspiel (Hauptwerk)
- Spielhilfen: 6400-fache elektronische Setzeranlage, Sequenzer

## Glocken
Im Turm hängen vier Glocken, von denen drei Leihglocken aus den ehemaligen deutschen Ostgebieten sind. Die klangvolle Osanna stammt aus der Danziger Marienkirche. Die große Glocke ist ein Geschenk der Stadt Hildesheim. Die Glocken hängen an geraden oder gekröpften Stahljochen in einem Stahlglockenstuhl und sind auf die des Domes abgestimmt.
| Nr. | Name               | Gussjahr | Gießer, Gussort                   | Durchmesser (mm) | Masse (kg) | Nominal | Herkunftsort der Leihglocke |
| 1   | St.-Andreas-Glocke | 1963     | Gebr. Rincker, Sinn               | 2150             | 6230       | ges0+2  | –                           |
| 2   | Osanna             | 1632     | Ludwig Wichtendal d. J., Danzig   | 1750             | 3056       | b0+2    | Danzig, St. Marien          |
| 3   | Maria              | 1738     | Georg Bernhard Kinder, Königsberg | 1360             | 1900       | des1+6  | Rastenburg (Ostpreußen)     |
| 4   | Petrus             | 1725     | Johann Jakob Dornmann, Königsberg | 1220             | 1200       | es1±0   | Mühlhausen (Westpreußen)    |

## Maße
- Länge: 80 m
- Breite: 35 m
- Höhe: 27 m
- Turm (seit 1883): 114,5 m

## Bilder

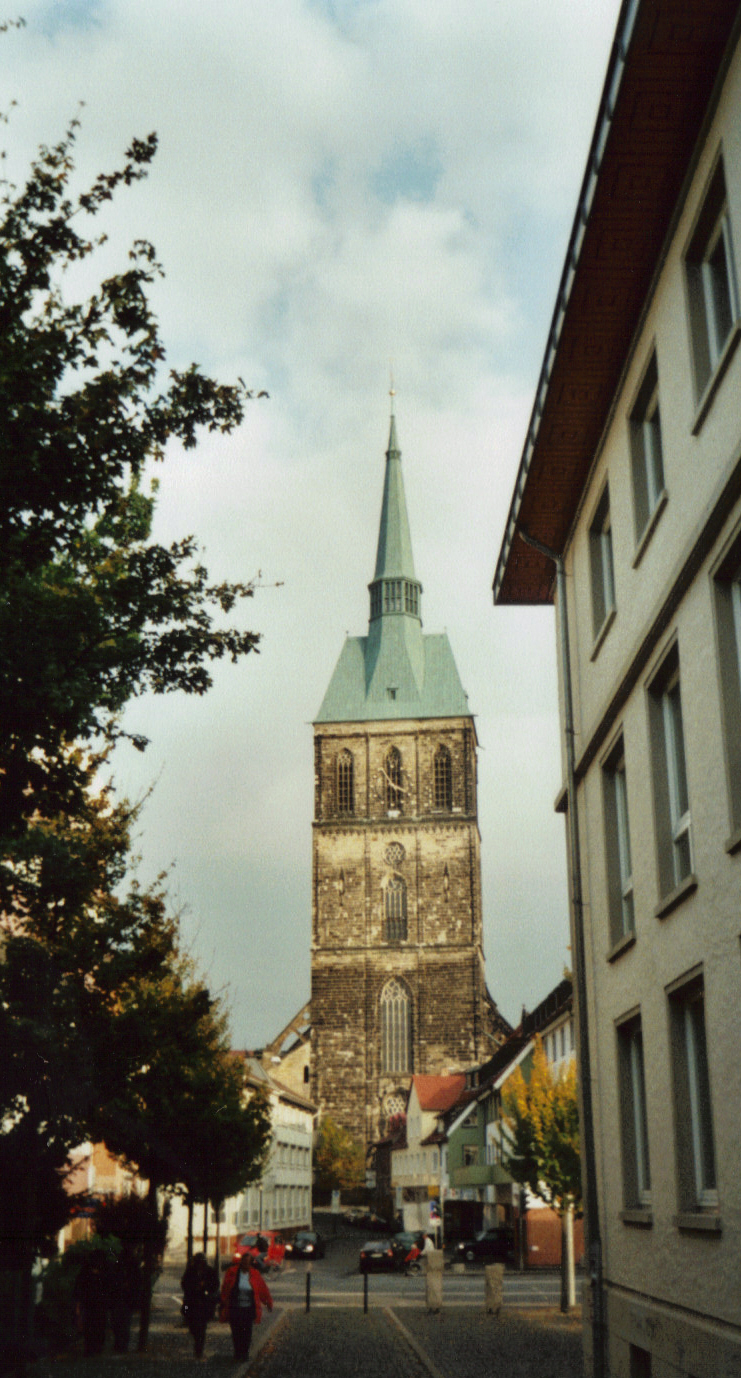
Turm von St. Andreas 2008
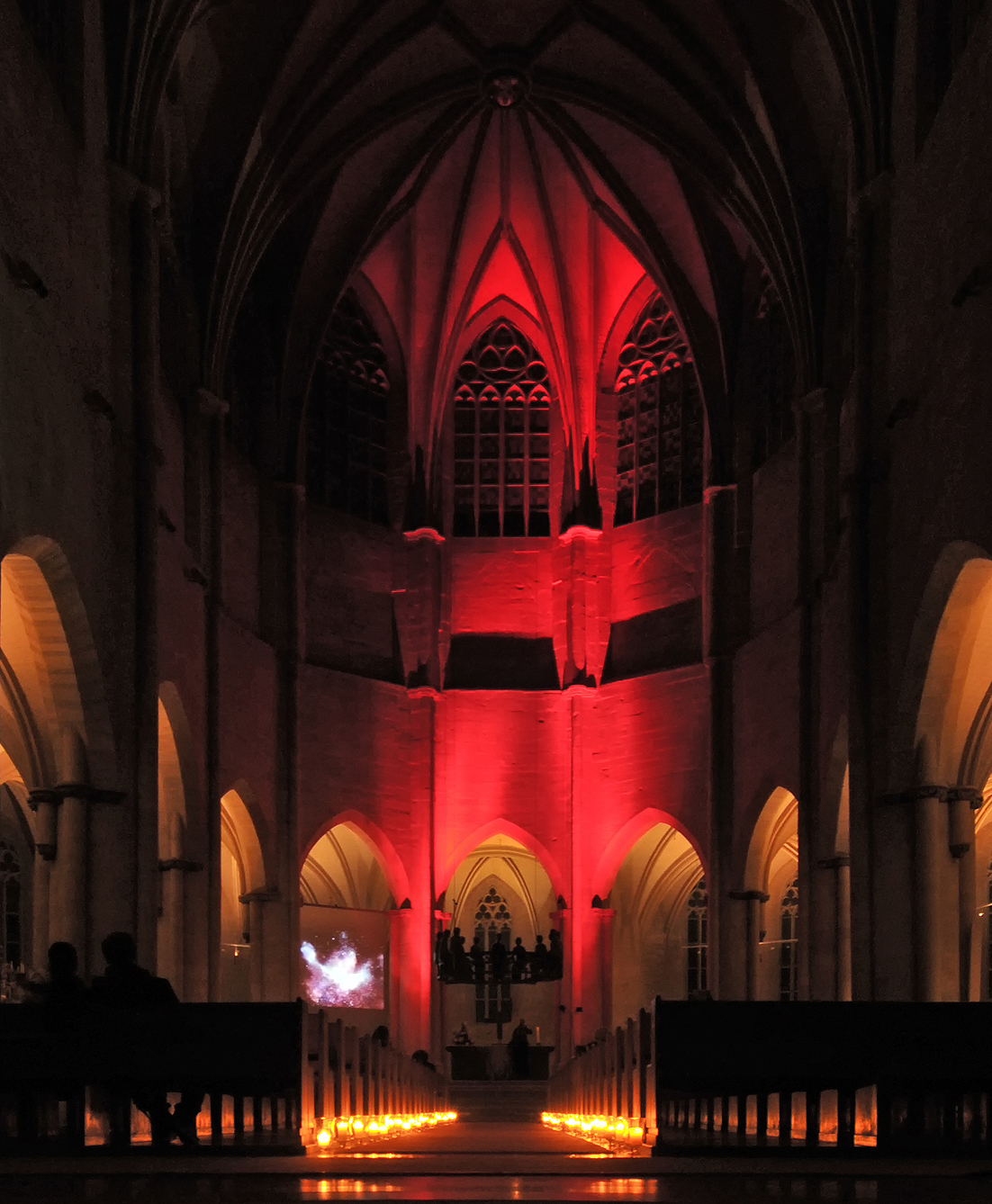
Gottesdienst „Traumkirche zur Nacht“ in St. Andreas 2014
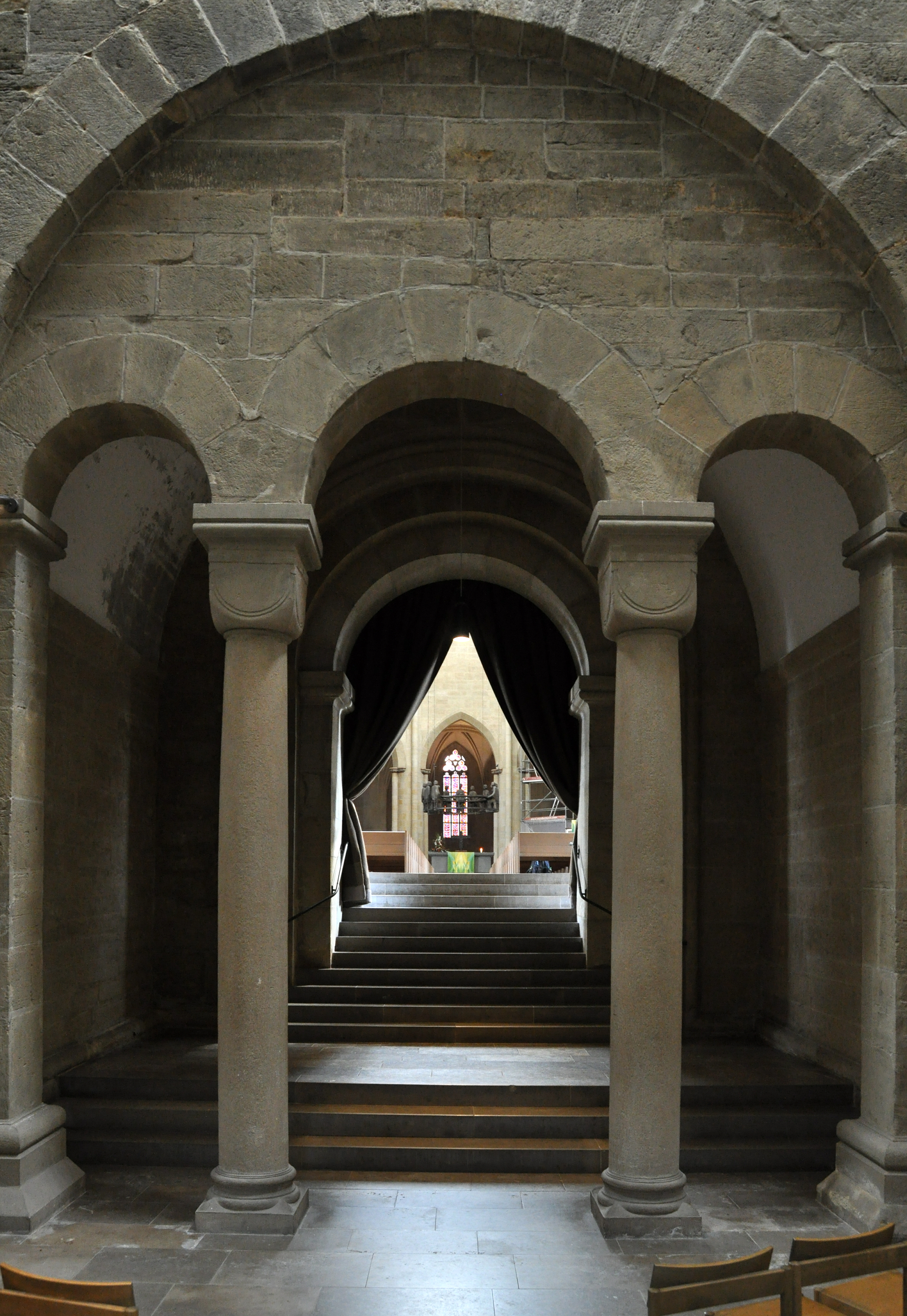
Portal des romanischen Westwerks mit Blick zum Altar 2014.
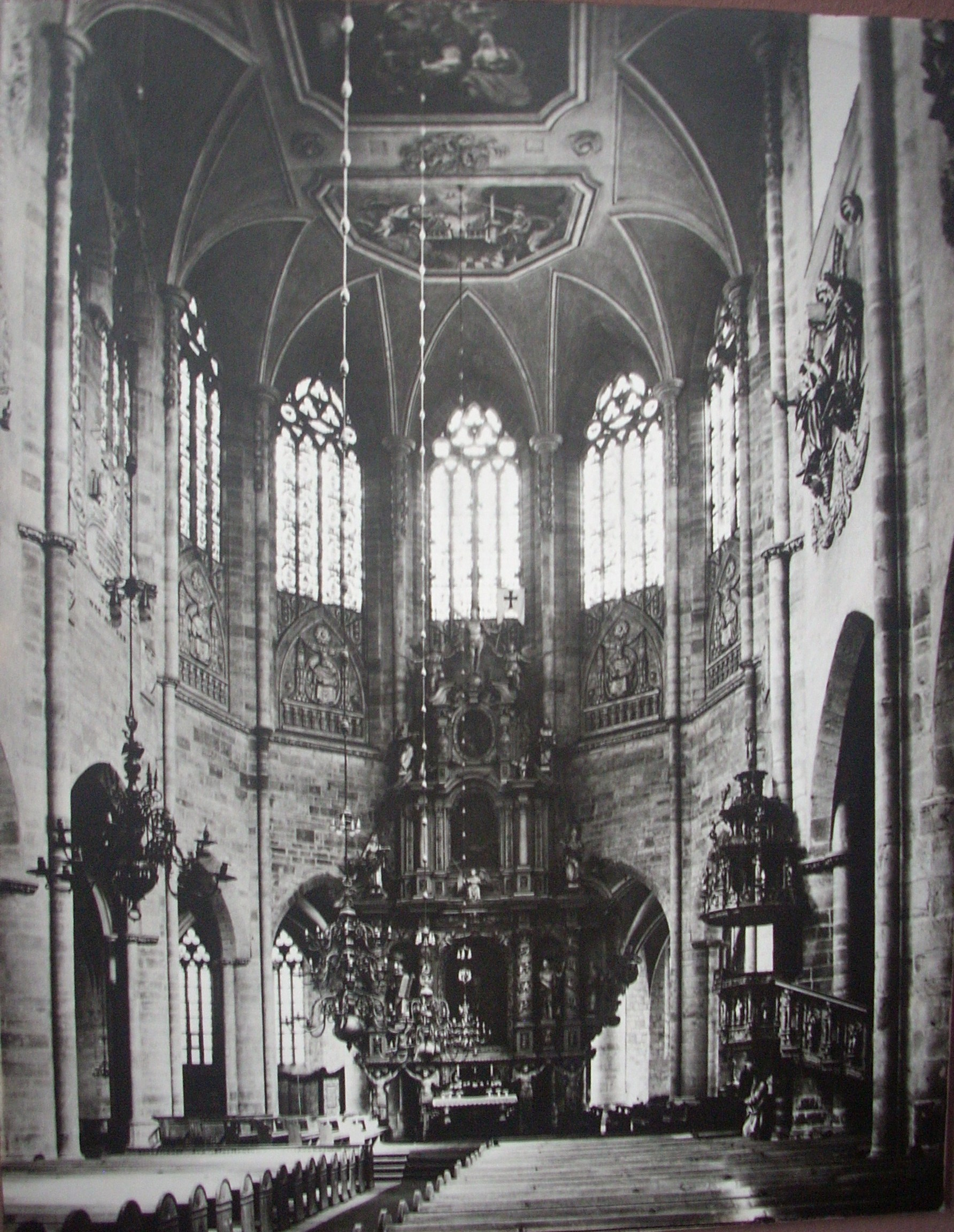
Barockausstattung von Daniel und Ernst Dietrich Bartels vor der Zerstörung im Zweiten Weltkrieg.
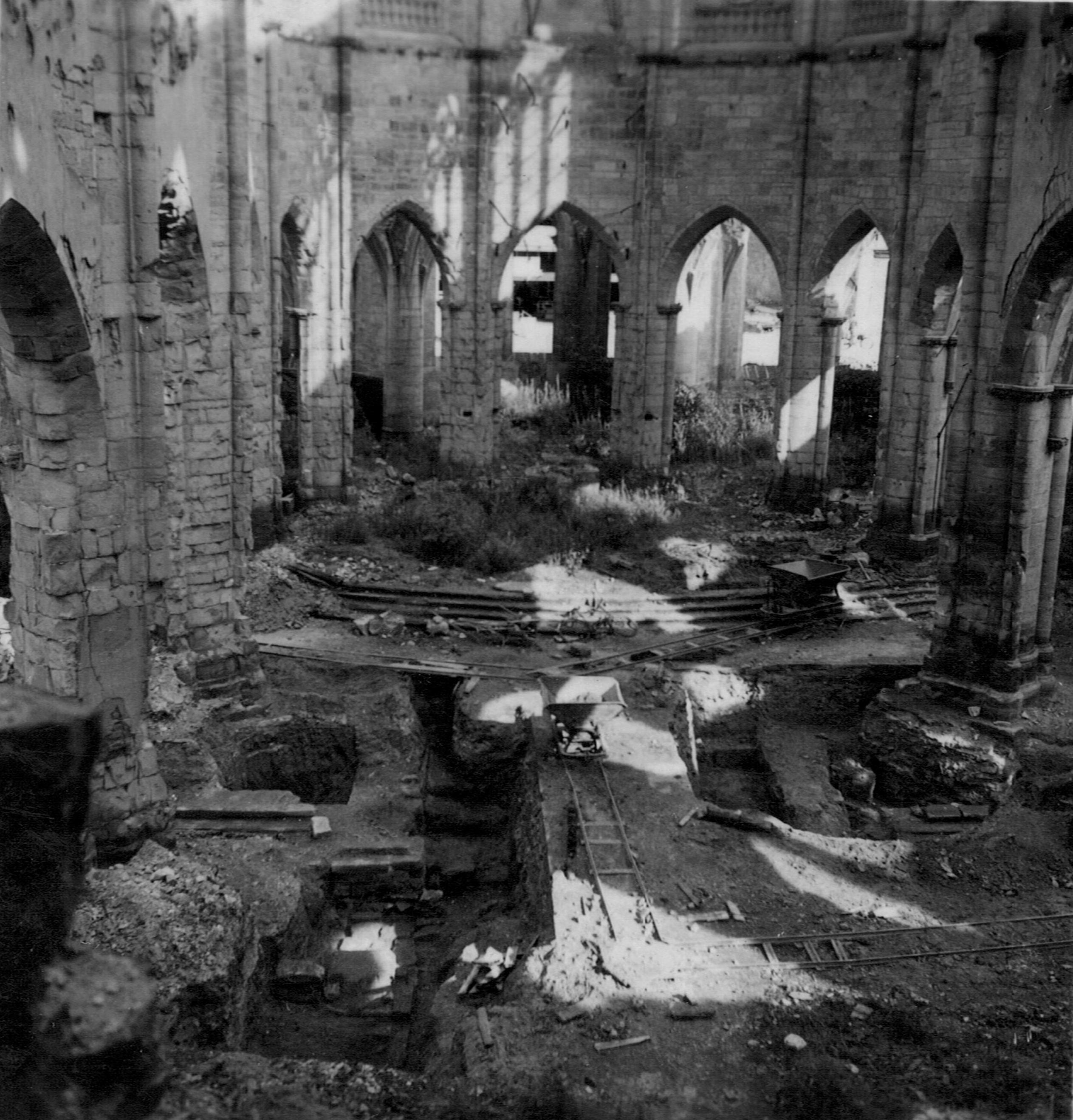
1948 bei der Trümmerbeseitigung

## Kirchturmaufstieg
An Wochenenden und Ferien ist der Kirchturm für die Öffentlichkeit gegen Eintritt zugänglich und kann über eine steinerne Wendeltreppe bestiegen werden. Vorbei an Glockenstuhl und Uhrwerk erreicht man nach 364 Stufen die Aussichtsplattform.

## Kirche als Wanderfalkenbrutplatz
An der Kirche brüten Wanderfalken.